# Виктор Метос
Виктор Метос (на английски: Victor Methos) е американски адвокат и писател на произведения в жанра трилър, криминален роман и научна фантастика. Името му е псевдоним.

## Биография и творчество
Виктор Метос е роден в Кабул, Афганистан. На деветгодишна възраст имигрира в САЩ. Пише първата си история когато е 10-годишен. Насочва се към правото след като негов приятел е разпитван в продължение на осем часа и е принуден да признае престъпление, което не е извършил. Следва в Юридическия факултет в Университета на Юта.
След дипломирането си работи като прокурор в Солт Лейк Сити. После основава собствена адвокатска кантора и става адвокат по наказателни дела, като е участвал в повече от 100 процеса, вариращи от дела за смъртни присъди до защита на правата на индианските племена да изповядват религията си свободно, и до съдене на полицейски управления за нарушения на гражданските права.
Първият му роман „The White Angel Murder“ (Убийството на белия ангел) от поредицата „Джон Стантън“ е издаден през 2011 г. Главният герой, полицейският детектив от Сан Диего Джон Стантън, разследва убийство на млада жена от периферията на обществото. За него разследнането е повече от поредния случай след като бившият му партньор е разкрит като сериен убиец.
Заедно с писателската си кариера продължава да работи като адвокат и води дело за баща, който застрелва изнасилвачите на дъщеря му. Това вдъхновява за бестселъра му, юридическия трилър „The Neon Lawyer“ (Неоновият адвокат), от поредицата за адвоката Бригам Теодор. Оттогава по-често пише юридически трилъри и издава около две книги годишно в този жанр.
През 2020 г. е издаден рамана му „Съпруга на убиец“ от поредицата „Пустинни равнини“. Прокурорката Джесика Ярдли е включена от ФБР в разследването на поредица от брутални убийства. ФБР счита, че извършителят е подражател на бившия ѝ съпруг, който е в затвора за серийни убийства от преди 14 години, и тя трябва да се свърже с него за изясняване на мотивите му.
Книгата му „A Gambler's Jury“ (Комарджийско жури) е номинирана за престижната награда „Едгар“ за най-добър роман, а книгата му „The Hallows“ (Светите) получава наградата „Харпър Лий“ за съдебен трилър.
Книгите му често са бестселъри и са продадени в повече от милион копия по целия свят.
Виктор Метос живее със семейството си в Солт Лейк Сити и Лас Вегас.

## Произведения

### Самостоятелни романи
- The Extinct (2012)
- Savage (2012)
- Sea Creature (2012)
- Clone Hunter (2012)
- Earl Lindquist (2012)
- Murder Corporation (2012)
- Superhero (2012)
- Dracula (2013)
- Welcome to Hell, Earl (2013)
- Black Sky (2013)
- Diary of an Assassin (2013)
- Blood Rain: A Song of Death (2013)
- Empire of War (2013)
- Serial Murder (2014)
- Titanoboa (2014)
- An Invisible Client (2016)
- A Gambler's Jury (2018) – номинирана за награда „Едгар“
- The Shotgun Lawyer (2018)
- The Hallows (2019) – награда „Харпър Лий“
- The Secret Witness (2022)

### Серия „Джон Стантън“ (Jon Stanton)
1. The White Angel Murder (2011)
2. Walk in Darkness (2012)
3. Sin City Homicide (2012)
4. Arsonist (2012)
5. The Porn Star Murders (2013)
6. Sociopath (2013)
7. Black Widow (2013)
8. Run Away (2014)
9. Mania (2015)
10. Peak Road (2015)
11. Purgatory (2017)
12. Shadows (2019)

### Серия „Чумата“ (Plague)
1. Plague (2012)
2. Pestilence (2013)
3. Scourge (2014)

### Серия „Хроники на черния оникс“ (Black Onyx Chronicles)
1. Black Onyx (2013)
2. Black Onyx Reloaded (2013)

### Серия „Бригам Теодор“ (Brigham Theodore)
1. The Neon Lawyer (2013)
2. Mercy (2016)

### Серия „Мики Парсънс“ (Mickey Parsons)
1. The Murder of Janessa Hennley (2013)
2. The Bastille (2014)

### Серия „Загадките на Сара Кинг“ (Sarah King Mysteries)
1. Blood Dahlia (2014)
2. Murder 42 (2015)

### Серия „Диксън и Бодин“ (Dixon & Baudin)
1. Vanished (2015)
2. The Unseen (2015)
3. The Veiled (2017)

### Серия „Пустинни равнини“ (Desert Plains)
1. A Killer's Wife (2020)
Съпруга на убиец, изд.: ИК „ЕРА“, София (2020), прев. Юлия Чернева
2. Crimson Lake Road (2021)
Четвъртата картина, изд.: ИК „ЕРА“, София (2021), прев. Юлия Чернева
3. An Unreliable Truth (2021)

### Новели
- Existentialism and Death On a Paris Afternoon (2011)

### Сборници
- Tales of Imaginary Madness (2013) – разкази